# 佩爾特冰川
71°57′S 98°22′W / 71.950°S 98.367°W
佩爾特冰川是南極洲的冰川，位於埃爾斯沃思地的瑟斯頓島，全長9公里，流經諾維爾半島，最終注入默菲灣西部，根據美國海軍拍攝的空中照片繪入地圖。